# Epitrocoide
Una epitrocoide és una ruleta traçada per un punt unit a un cercle de radi r que gira entorn de l'exterior d'un cercle fix de radi R, on el punt es troba a una distància d del centre del cercle exterior.

La corba vermella és una epitrocoide dibuixada per un cercle negre que rodola sense lliscar al voltant d'un cercle blau (els paràmetres són R = 3, r = 1 i d = 1/2)

## Equacions paramètriques
Les equacions paramètriques per a una epitrocoide són:
{\displaystyle x(\theta )=(R+r)\cos \theta -d\cos \left({R+r \over r}\theta \right),\,}
{\displaystyle y(\theta )=(R+r)\sin \theta -d\sin \left({R+r \over r}\theta \right).\,}
on {\displaystyle \theta } és un paràmetre (no l'angle polar).

## Doble generació
Qualsevol epicicloide de paràmetres R, r, d equival a un peritrocoide de paràmetres {\displaystyle {\begin{array}{lll}R'={d \over r}R,&r'={d \over r}(R+r),&d'=R+r\end{array}}}.
«Peritrocoide» significa la corba obtinguda mitjançant un punt lligat a un cercle mòbil que es roda sense lliscar al voltant d'un cercle de direcció que conté, una «hipotrocoide» per al qual {\displaystyle r>R}.

## Formes particulars
- Quan el punt està situat sobre cercle en moviment ({\displaystyle d=r}), s'obté un epicicloide.[Nota 1]
- Quan els dos cercles tenen el mateix diàmetre ({\displaystyle R=r}), l'epitrocoide representa un caragol de Pascal; es tracta d'una cardioide si {\displaystyle d=r}.
- Per a {\displaystyle d=R+r}, s'obté una rosa.

## Exemples
Amb la clàssica joguina espirògraf es poden dibuixar corbes epitrocoides i hipotrocoides.
Les òrbites dels planetes segons el Sistema ptolemaic de la teoria geocèntrica són epitrocoides.
La cambra de combustió del motor Wankel és un epitrocoide.

Animació d'un espirògraf
Segons el Sistema ptolemaic, el planeta es mou sobre l'epicicle (línia de punts petita), que al seu torn es mou sobre el deferent (línia de punts gran). El centre del deferent és X, però el moviment angular de l'epicicle és uniforme només respecte al punt •, que és l'equant
Animació del funcionament del motor Wankel